# Presión estática

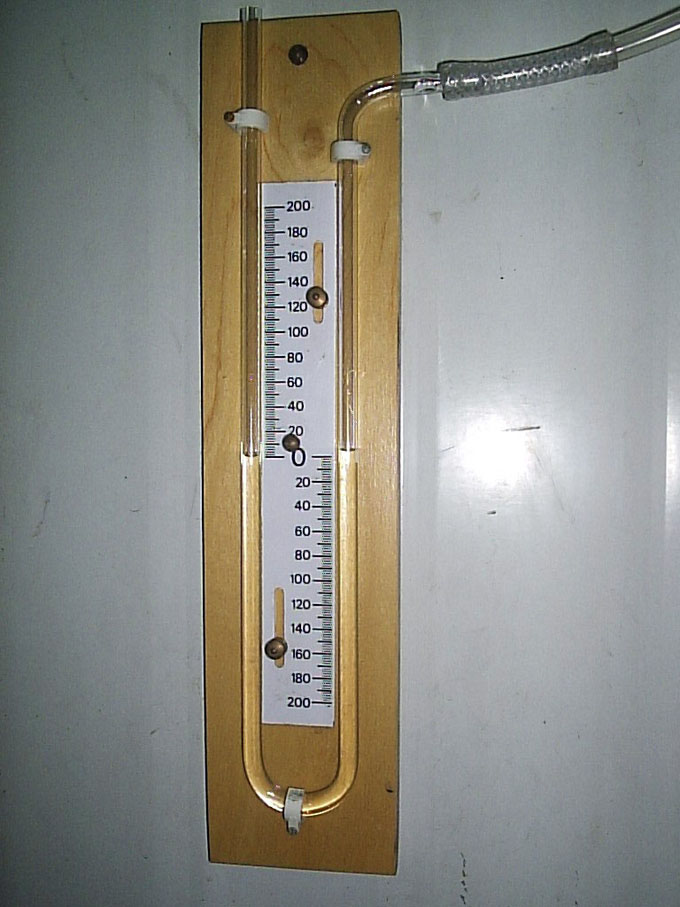
Manómetro diferencial de inspección que compara diferencia de presiones estáticas entre dos cámaras graduado en mm.c.d.a.

La presión estática es la que tiene un fluido, independientemente de si hay flujo o no, y que se puede medir mediante la utilización de tubos piezométricos. La presión total que ejerce un fluido —bien sea gaseoso o líquido— se define como la suma de la presión estática y la presión dinámica.

{\displaystyle P_{total}=\ P_{est{\acute {a}}tica}+\ P_{din{\acute {a}}mica}\,}
De esta manera, cualquier presión ejercida por un fluido la cual no es ejercida por el movimiento o velocidad del fluido es llamada presión estática del fluido. 
Para fluidos en reposo (estáticos) la presión dinámica es nula y la presión estática es igual a la presión total. Mientras que la presión dinámica actúa únicamente en la dirección del flujo, la presión estática actúa por igual en todas las direcciones y siempre en ángulo recto con todas las superficies que contengan al fluido.